# She's Got Moves
She's Got Moves is de debuutsingle van de Belgische zanger Kevin Kayirangwa. Het nummer kwam uit op 23 mei 2011, de dag wanneer hij de talentenjacht Idool 2011 won, van Kato. De single kwam meteen op 1 binnen in de Ultratop 50, en kreeg later een gouden plaat. Het nummer is ook te vinden op zijn debuutplaat Thank You dat in juli 2011 uitkwam.